# Биохемијско инжењерство
Биохемијски инжењеринг проучава хемијске интеракције између организма и вјештачких материјала. Најзначајнија подобласт биохемијског инжењерства је ортопедијска хирургија. Циљ је развијање протеза артикуларних система организма које неће одбацити имунолошки систем и које ће се интегрисати на најбољи начин са организмом.